# David Chaum
David Lee Chaum, född 1955, är en uppfinnare av många kryptografiska protokoll, som t.ex. de digitala valutorna ecash och DigiCash. Hans avhandling "Untraceable Electronic Mail, Return Addresses, and Digital Pseudonyms" från 1981 lade grunden för forskningen gällande anonymitet vid kommunikation på Internet.

## Karriär
David Chaum disputerade i datavetenskap på University of California i Berkeley 1982. Inom ämnet kryptografi har han publicerat över 45 tekniska artiklar. Han innehar över 17 amerikanska patent och grundade även en vetenskaplig organisation, International Association for Cryptographic Research (IACR). Han har verkat som lärare på New York University Graduate School of Business Administration och på University of California

## Utmärkelser
1. 1995 mottog Chaum Information Technology European Award[4].
2. År 2004 utsågs han till en IACR Fellow[5]. [8]
3. År 2010 fick han RSA Conference utmärkelse för sina insatser inom informationssäkerheten och matematiken[6][7].
4. Chaums insikter har gett honom den inofficiella titeln Den anonyma kommunikationens gudfader eftersom det bland annat var hans system som la den teoretiska grunden för det moderna Tor-nätverket[8].